# Belmonte de San José
Belmonte de San José  (katalanisch: Bellmunt de Mesquí) ist eine spanische Gemeinde in der Provinz Teruel der Autonomen Region Aragón. Sie liegt rund 23 Kilometer südlich von Alcañiz im Tal des Río Mezquín in der Comarca Bajo Aragón (Baix Aragó) im überwiegend katalanischsprachigen Gebiet der Franja de Aragón. 2024 hatte die Gemeinde 135 Einwohner.

## Toponymie und Geschichte
Der Ort wurde im Jahr 1232 erstmals als Belmonte erwähnt und erhielt 1916 den Namenszusatz de Mezquín, der 1980 in den bestehenden Zusatz (nach einer Einsiedelei im Gemeindegebiet) geändert wurde.

## Einwohner
| 2001 | 2006 | 2011 | 2013 |
| ---- | ---- | ---- | ---- |
| 142  | 144  | 129  | 117  |

## Sehenswürdigkeiten
- Die 1742 vollendete Pfarrkirche El Salvador
- Rathaus
- Der 1636 erstmals genannte Eiskeller (Nevera)
- Tor Portal del Sol
- Mehrere Einsiedeleien und Kapellen.
- Häuser Casa Bosque und Casa del Solá
- Zwei Brücken: Puente viejo und Puente de la Miranda

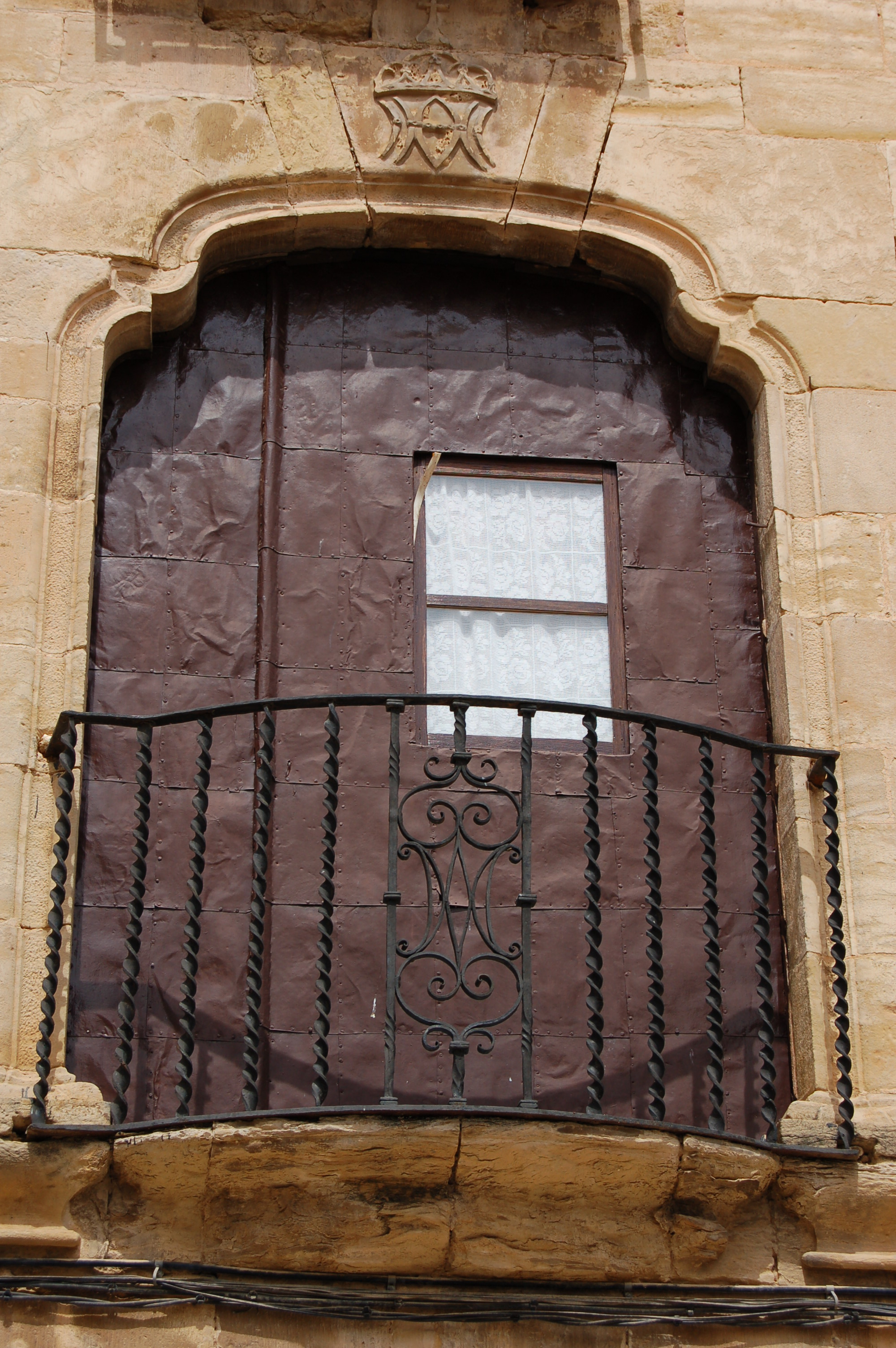
Oratorium der Casa del Solá
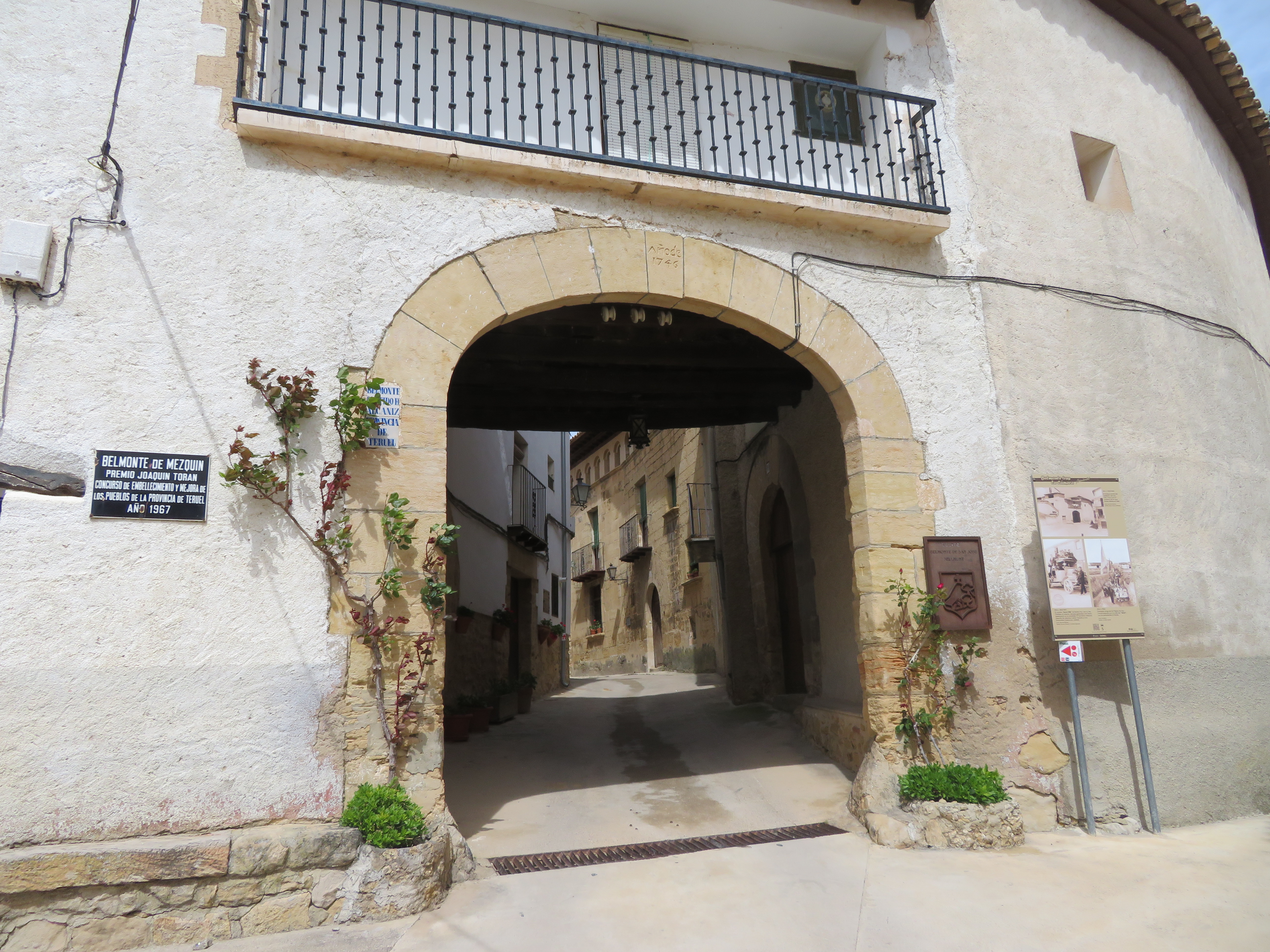
Portal de Soldevila
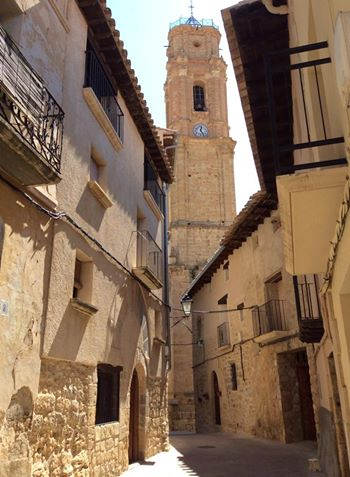
Pfarrkirche El Salvador

## Persönlichkeiten
- Juan Pío Membrado Ejerique (1851–1923), Journalist und Schriftsteller, hier geboren.